# Ilha Semisopochnoi
Semisopochnoi (em alemão:  Unyax̂, em russo:  Семисопочный – "que tem sete colinas") é uma das ilhas Aleutas. Faz parte do arquipélago das ilhas Rat na parte ocidental das Aleutas, no Alasca, Estados Unidos.
A ilha é desabitada e é uma importante área para a migração de aves e habitat de aves marinhas. Liberta de ratos, Semisopochnoi está hoje na primeira frente da recuperação de habitats para aves marinhas e tem grandes colónias de Aethia cristatella, Aethia pusilla e Phalacrocorax urile.
Tem origem vulcânica, com vários vulcões, entre eles o monte Cerberus. A área total é de 221 km2, tendo 18 km de comprimento por 20 km de largura máxima.
Situada em 179°46' E (no Hemisfério Oriental), o ponto mais oriental de Semisopochnoi é, em longitude, o ponto mais oriental dos Estados Unidos e da América do Norte. De facto, Semisopochnoi fica apenas a 14 minutos a oeste do meridiano 180.

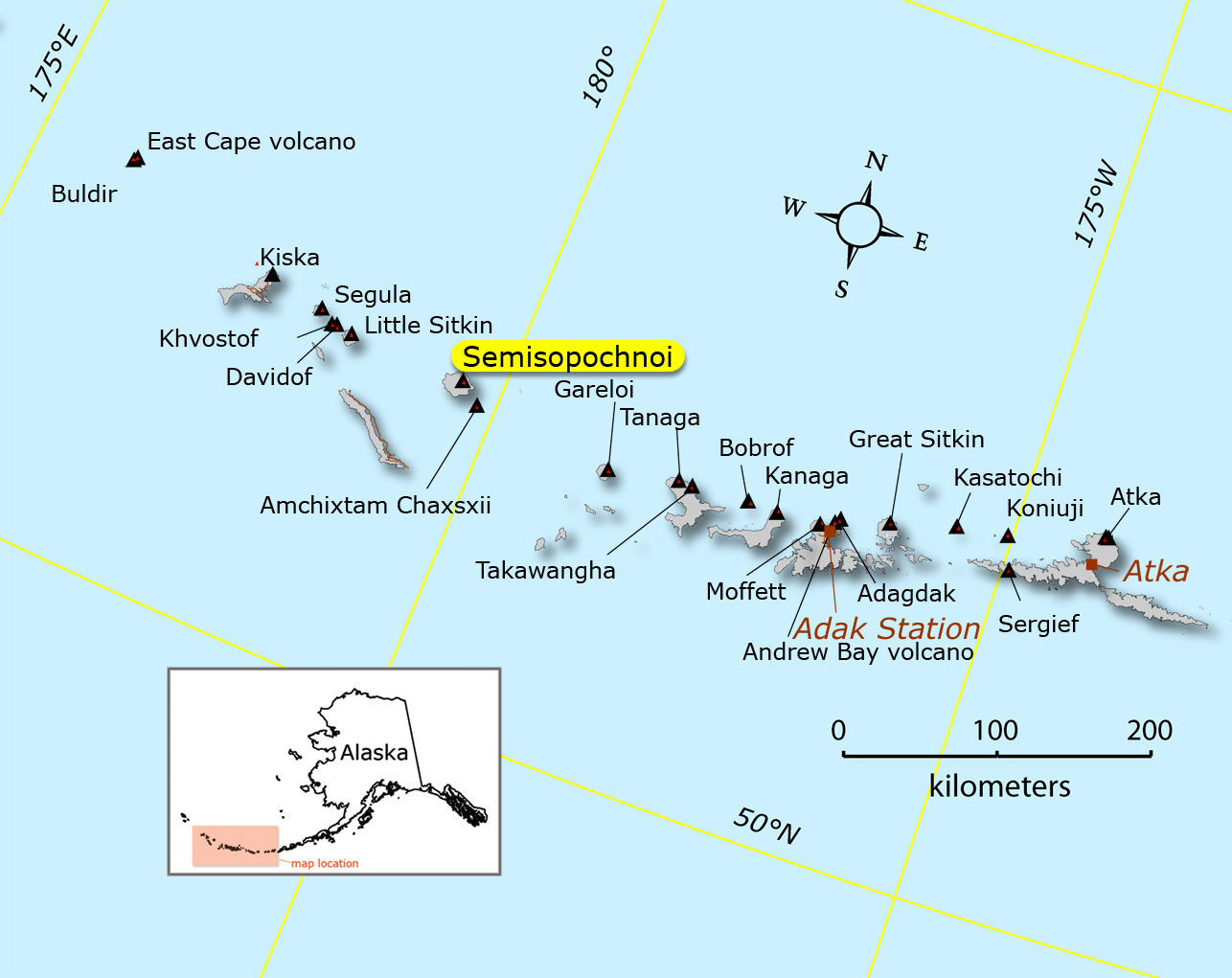
Semisopochnoi localizada no mapa das Aleutas ocidentais